# Bonetiella anomala
Bonetiella anomala är en sumakväxtart som först beskrevs av Ivan Murray Johnston, och fick sitt nu gällande namn av Rzedowski. Bonetiella anomala ingår i släktet Bonetiella och familjen sumakväxter. Inga underarter finns listade i Catalogue of Life.